# Бернацкие
Берна́цкие (укр. Бернацькі, пол. Biernaccy) — дворянский род, происходящий из шляхетства Речи Посполитой.
Польский и галицкий шляхетский род. В 1679 Пётр и Семён Бернацкие были пожалованы поместьями на Руси. Род внесён в VI часть дворянской родословной книги Смоленской губернии. Рязанская ветвь рода основана губернским секретарем Филиппом Филипповичем Бернацким, который 11.06.1884 по прошению своей матери Анны Глебовны Бернацкой внесён в III ч. ДРК Рязанской губернии.
В империи Габсбургов род Бернацких подтвердил своё шляхетское происхождение в королевстве Галиции и Лодомерии..

## Известные представители
- Бернацкий, Михаил Владимирович (1876—1943) — российский экономист; министр финансов Временного правительства.
- Бернацкий, Лука Александрович (1790—1879) — действительный статский советник.
- Бернацкая, Мария Лукинична (в зам. Мейн; 1842—1868) — бабушка поэтессы М. И. Цветаевой по материнской линии.
- Бернацкий, Николай Викторович (1845—1892) — русский инженер путей сообщения, действительный статский советник.

## Описание герба
В щите, имеющем красное поле, изображена ветвь с серебряной розой. Щит увенчан обыкновенным дворянским шлемом с дворянской на нём короной, на поверхности которой видна таковая ж ветвь с розой. Намёт на щите красный, подложен серебром. Герб рода Бернацких внесён в Часть 6 Общего гербовника дворянских родов Всероссийской империи, стр. 111.